# Tan Tao-liang
Tan Tao-liang (譚道良, né le 22 décembre 1947) est un acteur chinois ayant joué dans de nombreux films de kung-fu hongkongais dans les années 1970 et 1980. Il était connu à l'époque pour sa capacité à maintenir ses jambes en équilibre et pour ses sauts, et était surnommé « Jambes éclairs ».
Il se reconvertit plus tard en instructeur en arts martiaux et forme notamment Yuen Biao, Jonathan Ke Quan des Goonies, et Shannon Lee, la fille de Bruce Lee.
Il est aussi connu sous les noms de Delon Tam, Dorian Tan Tao-liang, Delon Tan, Dorian Tan et Delon Tanners.

## Biographie
Né à Pusan en Corée du Sud, Tan est le fils de Chinois ayant fui la Chine après le déclenchement de la seconde guerre sino-japonaise en 1937. À 7 ans, il commence à étudier divers arts martiaux comme le taekwondo, le judo, l'hapkido et le kung-fu. Parmi ces styles, il préfère le taekwondo car il « permet le contact total, le combat et la compétition ». Dans une interview, il dit qu'il aime les coups de pied hauts car dans les scores de taekwondo, un coup de pied à la tête vaut deux points. Il remporte de nombreux championnats ainsi qu'un titre mondial.
À 23 ans, il commence à enseigner le taekwondo à l'université nationale de Taïwan, notamment à l'acteur John Liu.
En 1973, le style de combat de Tan est remarqué par les cinéastes et il est invité à apparaître dans le film The Hero of Chiu Chow. Après la sortie du film, il continue à jouer dans des films de kung-fu tout en passant tout son temps libre à enseigner les arts martiaux. Il gagne un grand succès en 1976 en jouant dans Shing, le fantastique Mandchou de John Woo, aux côtés des jeunes Jackie Chan, Sammo Hung et Yuen Biao.
Après le tournage de Last Breath en 1984, il se retire du cinéma et s'installe à Monterey Park en Californie où il ouvre une école d'arts martiaux en 1987 sous le nom de Delon Tan. Il déménage finalement à Taiwan et fait un rapide retour au cinéma en 1991 avec le film Combat sans merci (en) où il est producteur exécutif sous le nom de Delon Tanner. L'intrigue est inspirée d'une histoire qu'il a écrite pour le film Shaolin contre les 8 serpents (en) (1977).
Tan est arrêté en 2006 à Taïwan pour avoir frappé cinq employés d'un restaurant.

## Filmographie
| Année | Film                                          | Rôle                      | Notes                    |
| ----- | --------------------------------------------- | ------------------------- | ------------------------ |
| 1973  | The Hero of Chiu Chow                         |                           |                          |
| 1974  | Tornado of Pearl River                        | Tang                      | Producteur               |
| 1975  | Conspiracy of Thieves                         |                           |                          |
| 1976  | The Knife of Devil's Roaring and Soul Missing |                           |                          |
| 1976  | Sunset in the Forbidden City                  |                           |                          |
| 1976  | General Stone                                 | Li Cunxiao                |                          |
| 1976  | The Himalayan                                 | Hsu Chin-kang             |                          |
| 1976  | Hot, Cool, & Vicious                          | Le capitaine Lu Tung-chun |                          |
| 1976  | Shing, le fantastique Mandchou                | Yung Fei                  |                          |
| 1977  | The Secret of the Shaolin Poles               | Chiu Mai                  |                          |
| 1977  | Duel with the Devils                          | Yung Fei                  | Producteur               |
| 1977  | The Shaolin Invincibles                       | Pai Tai-kung              |                          |
| 1977  | Shaolin contre les 8 serpents                 | Hung Yi                   |                          |
| 1977  | The Dragon, the Lizard and the Boxer          | Yung Fei                  |                          |
| 1977  | Dynasty                                       | Sao Chin-tan              |                          |
| 1978  | Dual Flying Kicks                             | Su Fang                   |                          |
| 1978  | Snake Crane Secret                            | Le chef de l'escorte      |                          |
| 1978  | Showdown at the Cotton Mill                   | Kao Chin-chung            |                          |
| 1978  | Challenge of Death                            | Le capitaine Lu Sao-yung  |                          |
| 1978  | The Tattoo Connection                         | Dong Ho                   |                          |
| 1979  | Revenge of the Shaolin Master                 | Lin Chen-hu               |                          |
| 1979  | Scorching Sun, Fierce Winds, Wild Fire        | Le prisonnier évadé n°1   |                          |
| 1979  | Hero of the Time                              | Xiong Tianiun             |                          |
| 1979  | Boxer's Adventure                             | Lee Tak-wai               |                          |
| 1979  | Blooded Treasury Fight                        | Le maréchal Chow Kwan-han |                          |
| 1979  | The Story in Temple Red Lily                  | Siu Ching                 |                          |
| 1980  | The Heroes                                    | Si Ying                   |                          |
| 1980  | Mask of Vengeance                             |                           | Caméo                    |
| 1980  | The Eight Escorts                             | Wu Chin-ping              |                          |
| 1980  | The Revenger                                  |                           |                          |
| 1980  | The Leg Fighters                              | Tan Hai-chi               |                          |
| 1981  | The Kung Fu Emperor                           | Pai Tang-wa               |                          |
| 1981  | Heroine of Tribulation                        |                           |                          |
| 1981  | Yee Dang Bing Chuk Chap                       |                           |                          |
| 1982  | Godfathers of Fury                            | Shen Wu                   |                          |
| 1983  | Four Wolves                                   | L'inspecteur Shy          |                          |
| 1985  | Last Breath                                   |                           | Producteur et scénariste |
| 1991  | Combat sans merci                             |                           | Producteur et scénariste |